# Смертельна Битва: Завоювання
«Смертельна битва: Завоювання» (англ. Mortal Kombat: Conquest) — телесеріал, заснований на грі Mortal Kombat.

## Сюжет
Кунг Лао здобув перемогу на турнірі «Смертельна битва», перемігши Шан Цзуна і зберігши Земне Царство. Тепер він повинен навчити нове покоління воїнів для наступного турніру. Тим часом Шан Цзун, засланий імператором в Кобальтові Копальні, намагається перешкодити зусиллям Кунг Лао, всіляко намагаючись знищити його, щоб відновити себе в очах Шао Кана. Рейден, Бог Грому і захисник Земного Царства, допомагає Кунг Лао і його друзям  уникнути пасток Шана Цзуна, імператора та інших ворогів.

## В ролях
- Паоло Монтальбан[en] — Кунг Лао
- Даніель Бернгардт — Сіро
- Крістанна Локен — Тажа
- Брюс Лок — Шан Цзун
- Джефрі Мік[en] — Райден, Шао Кан
- Оди Інглед — Кітана
- Єва Мендес — Анна
- Кріс Касамасса — Скорпіон
- Дж.Дж Перрі — Саб-Зіро
- Джон Валера — Рептилія
- Фабіана Уденіо — Крія
- Дана Хі — Сіана

## Закриття
Після закінчення першого сезону у творців були плани знімати 2 сезон, але  телеканал Turner Network Television вирішив не продовжувати зйомки серіалу через великі затрати на серіал. І серіал закрився на закінчивши весь сюжет.

## Епізоди
| № серії | Назва серії                                       | Режисер(и)         | Сценарист(и)                                                | Оригінальна дата показу | Код серії |
| --- | ------------------------------------------------- | ------------------ | ----------------------------------------------------------- | ----------------------- | --------- |
| 1 | «Вічний воїн частина 1 (Warrior Eternal, Part 1)» | Олі Сасоне         | Хуан Карлос Кото                                            | 3 жовтня 1998           | 1         |
| Після перемоги над Шанг Цунгом у Смертельній Битві Кунг Лао повинен зрозуміти, що перемога — це не кінець, а лише початок. Кунг Лао повертається до свого Шаолінського храму де бачить кошмари в яких вбивають його близьких. Рейден каже, що він має два шляхи, або виховати наступного лідера турніру, або піддатися почуттям та пожалкувати за своє мирне життя. Кунг Лао обирає мирне життя. До нього у гості йде його подруга Джейн, яку супроводжує охоронець її батька - Сіро. Під час їх візиту храму на них нападають злочинці разом із Таджою, яку захоплюють у полон та віддають на утіхи як рабиню до будинку батька Джени. Кунд Лао йде просити одружитися на Джена, але батько подруги виганяю Кунг Лао. Тим часом Шао Кан відправляє Шанг Цунга за програш у битві в кобольтові печери де він знайомиться з ув'язненою, яка розповідає чаклуну, що з Кунг Лао може помститись замість нього Скорпіон, що також знаходиться в зачаклованому вигляді, але за допомогою магії він зможе його перетворити на бійця. Кунг Лао вирішує втеки разом з Джена, але в будинку її батька йому встають на заваді. Спочатко він бьє свого товариша Такеду, після чого має важку розмову з Сіро, але той відпускає їх з Дженою. Тим часом в такеду всиляється душа Скорпіона. Скорпіон не дає закоханив втекти і має бій з Кунг Лао в якому перемагає його. Тим часом Сіро признається батькові Джени, що це він відпустив його доньку з Кунг Лао. Батько розлючений на Сіро, але вони чують шум та кличуть охорону, після чого затримують втікачів. Батько назначає Такеду головним охоронцем замість Сіро, а Кунг Лао каже що його стратять. |                                                   |                    |                                                             |                         |           |
| 2 | «Вічний воїн частина 2 (Warrior Eternal, Part 2)» | Олі Сасоне         | Хуан Карлос Кото                                            | 10 жовтня 1998          | 2         |
| Берен - батько Джейн хоче страти Кунг Лао. Рейден підбурює Таджу та Сіро врятувати Кунг Лао від страти. Ледве встигнувши уникнути страти, Кунг Лао поспішає з Сіро і Таджою, щоб врятувати свою любов Джейн, але знову втручається Скорпіон. Скорпіон штовхає Берена на спис і той помирає, Скорпіон забирає Джейн до храму. В пошуках Джейн Рейден розповідає Кунг Лао де йому варто шукати свою наречену. Сіро та Таджа йдуть з Кунг Лао, щоб допомогти в порятунку. Під час бою між Скорпіоном та Кунг Лао його наречена - Джейн помирає від удару Скорпіона. Кунг Лао повертає Скорпіона у Підземне царство. Шанг Цунг розлючений програшем Скорпіона, але йому кажуть що в кобальтових печерах ще є сотні воїнів, що здатні перемогти Кунг Лао. Сіро та Таджа вирішують доєднатися до Кунг Лао, щоб захистити Земне Царство. |                                                   |                    |                                                             |                         |           |
| 3 | «Холодна реальність (Cold Reality)»               | Даг Лефлер         | Стів Хеттман                                                | 17 жовтня 1998          | 3         |
| Кунг Лао та його друзі атакують Лін Куей та їхній наймогутніший бійець Саб-Зіро. |                                                   |                    |                                                             |                         |           |
| 4 | «Вічна битва (Immortal Kombat)»                   | Скотт Полін        | Шон Кетрін Дерек                                            | 24 жовтня 1998          | 4         |
| Через чаклунство Шан Цунга Сіро і Таджа стрімко старіють, і Кунг Лао має не тільки знайти ліки від них, але й боротися з чаклуном. Потрапивши в ліс, він зустрічає Омегіс, безсмертну чарівницю, яка має те, що він шукає, але спочатку вона не дозволяє йому повернутися. Коли він повертається до літніх Сіро і Таджі, він бореться з Шан Цунгом, що накликає на себе гнів Райдена, коли Кунг Лао відмовляється від священних правил. |                                                   |                    |                                                             |                         |           |
| 5 | «Символ (The Essence)»                            | Джим Джонстон      | Шон Кетрін Дерек                                            | 31 жовтня 1998          | 5         |
| Кунг Лао зустрічає таємничу принцесу Кітану з Еденії, яка приходить до Земного королівства в пошуках сутності свого царства, але Шао Кан і Шан Цунг відповідно відправляють своїх воїнів, Ворпакс представляє Шан Цунга і Калі, старий друг Кітани, який тепер став ворогом, представляючи Шао Кана, щоб знищити Сутність. Кунг Лао, Сіро і Таджа повинні допомогти Кітані захистити Сутність і перешкодити їхнім підступним планам. |                                                   |                    |                                                             |                         |           |
| 6 | «Нуб Сайбот (Noob Saibot)»                        | Чарльз Зіберт      | Вільям Томас Квік                                           | 7 листопада 1998        | 6         |
| Сіро і Таджа зустрічають провидицю на ім’я Кірі, яка розповідає їм про підземне місто зі святинею, яку охороняють двоє могутніх воїнів. Кірі каже, що вони стануть сильнішими, якщо переможуть цих воїнів, але вона справді сподівається, що вони звільнять Ноб Сайбота, щоб він убив Кунг Лао. |                                                   |                    |                                                             |                         |           |
| 7 | «Борг Дракона (Debt of the Dragon)»               | Джим Джонстон      | Шон Кетрін Дерек                                            | 14 листопада 1998       | 7         |
| Чорний Дракон- сумно відома організація злочинного світу, з'явилася в Чжу Цзінь. Вони заявляють про право власності на торговий пост і вимагають, щоб Кунг Лао, Сіро і Таджа залишили його. Поки вони чинили опір Чорному Дракону, учасник на ім’я Джола укладає угоду з Шан Цунгом про владу та помсту. Він наділяє її здібностями чорного дракона, але вона через зарозумілість зловживає своїми новознайденими здібностями метання полум’я та ледь не гине. Шан відправляє її назад у шахти, де вона має залишитися назавжди. |                                                   |                    |                                                             |                         |           |
| 8 | «Вічна мрія (Undying Dream)»                      | Рік Джейкобсон     | Карл Еллсуорт                                               | 21 листопада 1998       | 8         |
| Таджа затягується в портал і прибуває в кобальтові копальні, захоплена Шан Цунгом, після того, як вона потрапила в ілюзію, що бачить свого мертвого батька. Кунг Лао та Сіро мають врятувати її, навіть якщо це означає потрапити в пастку. |                                                   |                    |                                                             |                         |           |
| 9 | «Куан Чі (Quan Chi)»                              | Брюс Сет Грін      | Стів Хеттман                                                | 28 листопада 1998       | 9         |
| Куан Чі посилає трьох жінок заразити Кунг Лао, Таджу та Сіро зіллям. Зілля посилює їхні недоліки: Кунг Лао охоплює лють у спробі зганьбити його, Сіро стає п’яницею, а Таджа повертається до злодійства. Коли троє виходять з-під контролю, Райден повинен знайти спосіб зняти це закляття, поки не пізно. |                                                   |                    |                                                             |                         |           |
| 10 | «Нечестивий союз (Unholy Alliance)»               | Чарльз Т. Канганіс | Кері Пік                                                    | 5 грудня 1998           | 10        |
| Шан Цун утворює малоймовірний союз із Куан Чі, щоб перемогти Кунг Лао; вони погоджуються, що якщо Шанг Цунг зможе заманити Кунг Лао в пастку свого творіння, Шанг Цунг повинен не лише навчити Куан Чі красти душі, але Куан Чі стане володіти його душею. Вони заманюють Кунг Лао в царство, створене ними обома, з усім, що він може забажати. Але все це — складна пастка для Шан Цунга, щоб схопити його й залишити Землю беззахисною. У побічній історії Тая укладає парі з Сіро — день рабської праці, якщо вона зможе знищити його одним рухом. |                                                   |                    |                                                             |                         |           |
| 11 | «Сильніше за поклик крові (Thicker Than Blood)»   | Реза Бадії         | Шон Кетрін Дерек                                            | 12 грудня 1998          | 11        |
| Стара любов із минулого Сіро, Ханна, з’являється в Чжу Цзінь у пошуках його допомоги. Ханна розповідає, що вийшла заміж за відчуженого брата Сіро, Кассара, який зник безвісти. Сіро не бажає допомагати, поки не дізнається, що Скорпіон використав магію, щоб зробити Кассара одним із своїх воїнів. |                                                   |                    |                                                             |                         |           |
| 12 | «Тінь сумніву (Shadow of a Doubt)»                | Пітер Елліс        | Ненсі Грін, Стів Геттман і Шон Кетрін Дерек (телеспектакль) | 6 лютого 1999           | 12        |
| Кунг Лао важко поранений у бою з Рейном. Оскільки він практично беззахисний, Шао Кан посилає Міліну маскуватися під принцесу Кітану та добити ослабленого Кунг Лао, але Шанг Цунг і Ворпакс, підслухавши його плани, задумали схему, попередивши Кітану, щоб спробувати викрити Міліну та врятувати його ворога від смерті, так що, поки він не планує шлях до наступного турніру, він буде тим, хто забере душу Кунг Лао. Однак, витративши надто багато часу, Кан карає свою «нову дочку» подовженням передніх зубів і надяганням маски, щоб приховати її справжню огидність. |                                                   |                    |                                                             |                         |           |
| 13 | «Заплутана правда (Twisted Truth)»                | Чіп Чалмерс        | Стів Хеттман і Шон Кетрін Дерек                             | 13 лютого 1999          | 13        |
| Приходить воїн на ім’я Томас, який каже, що хоче приєднатися до Кунг Лао в захисті Землі. Все здається добре, поки не здається, що Томас убив кількох буфетниць. Він має? Або відбувалося щось більше? |                                                   |                    |                                                             |                         |           |
| 14 | «Фестиваль смерті (Festival of Death)»            | Чарльз Зіберт      | Джеймс Каппе                                                | 20 лютого 1999          | 14        |
| У Чжу Цзінь прибуває мандрівний цирк разом із Калі. Кунг Лао, Таджа і Сіро підозрюють, що щось не так, і вони мають рацію. Цирк виявляється способом для Куан Чі зібрати армію. |                                                   |                    |                                                             |                         |           |
| 15 | «Змія та лід (The Serpent and the Ice)»           | Джек Шолдер        | Стів Хеттман і Шон Кетрін Дерек                             | 27 лютого 1999          | 15        |
| Шао Кан співпрацює з двома запеклими ворогами, Саб-Зіро та Скорпіоном, щоб знищити Кунг Лао, але їхня ненависть посилюється, оскільки Кунг Лао, Сіро та Таджа намагаються з’ясувати, яка із сімей Саб-Зіро насправді належить Саб-Зіро. щоб захистити їх від Скорпіона та його армії та знайти спосіб використовувати їхні власні слабкості. |                                                   |                    |                                                             |                         |           |
| 16 | «Крія (Kreeya)»                                   | Брюс Сет Грін      | Шон Кетрін Дерек та Роберт Рабінович                        | 6 березня 1999          | 16        |
| Імператриця Крія прибуває на Землю, щоб створити армію. Її мета: зовнішній світ. Ворпакс, як виявилося, працює на Крію, запрошує Кунг Лао, Таджу та Сіро приєднатися до них. |                                                   |                    |                                                             |                         |           |
| 17 | «Майстер (The Master)»                            | Харві С. Лейдман   | Джеймс Каппе                                                | 17 квітня 1999          | 17        |
| Давним-давно Майстра Чо зрадив Шан Цунг, щоб він міг битися за Шао Кана. Оскільки Шанг Цунг зараз втрачає земне царство, майстер Чо має намір звести рахунки. |                                                   |                    |                                                             |                         |           |
| 18 | «Холоднокровність (In Kold Blood)»                | Реза Бадії         | Джеймс Каппе                                                | 24 квітня 1999          | 18        |
| Крія повернулася і тепер об’єдналася з Рептилією. |                                                   |                    |                                                             |                         |           |
| 19 | «Чиста перемога (Flawed Victory)»                 | Чарльз Зіберт      | Стів Хеттман і Шон Кетрін Дерек                             | 1 травня 1999           | 19        |
| Шао Кан залучає Куан Чі знайти зниклого Шан Цунга та повернути його на кобальтові копальні. Шан переодягається в Куань Чі і намагається вбити імператора з наміром видати його зрадником. |                                                   |                    |                                                             |                         |           |
| 20 | «Маятник влади (Balance of Power)»                | Скотт Полін        | Дюк Сандефур                                                | 8 травня 1999           | 21        |
| Поки Шао Кан люто шукає свого зрадника (Рептилію), баланс сил загрозливо змінюється, піддаючи небезпеці всіх на Землі та Позасвіті. Ворпакс переконує Кунг Лао та його друзів допомогти їй убити Крію. |                                                   |                    |                                                             |                         |           |
| 21 | «Вкрадена брехня (Stolen Lies)»                   | Реза Бадії         | Шон Кетрін Дерек та Джеймс Каппе                            | 15 травня 1999          | 20        |
| Старий друг Таджи - Діон несподівано з'являється на торговому посту в пошуках таємничого міста під назвою Шакаана, яке приховує смертельну таємницю. Жителі міста поклоняються «богу», якого вони називають Шаака, і вірять, що отримають порятунок у місці, яке вони називають «Далекий край». |                                                   |                    |                                                             |                         |           |
| 22 | «Помста (Vengeance)»                              | Реза Бадії         | Стів Хеттман                                                | 22 травня 1999          | 22        |
| Шао Кан виливає свою лють проти всіх своїх ворогів, реальних чи уявних, і Райден єдиний, хто може його зупинити. Вбивці Шао Кана змушують Кунг Лао та тих, хто зрадив імператора, захищатися. Розлючений Райден атакує Шао Кана та бореться з ним, щоб спробувати врятувати Землю від сил Зовнішнього світу. |                                                   |                    |                                                             |                         |           |